# Henry Lee Lucas
Henry Lee Lucas (Blacksburg, Virginia, 1936. augusztus 23. – Huntsville, Texas, 2001. március 12.) amerikai bűnöző, feltételezett sorozatgyilkos és nekrofil, akit 1960-ban édesanyja, később tizenegy másik személy meggyilkolásáért ítélték el, ebből egy esetben halálbüntetést róttak ki rá. Nagy médiaszenzáció volt, miután a kihallgatások során Lucas több száz gyilkosságot vallott be a Texas Rangers és más bűnüldöző szervek nyomozóinak. Vallomásai alapján több mint kétszáz esetet zártak le, Lucast minden idők legtöbb áldozatot szedő sorozatgyilkosaként könyvelték el. Ugyanakkor személyét csak anyja és két 1982-es gyilkosság kapcsán lehetett elkövetőként az ügyekhez kötni, más esetekben az évtizedekkel később elvégzett DNS-vizsgálatok segítettek azonosítani a valódi gyilkosokat. A The Dallas Times Herald című újság 1985-ös oknyomozó riportjában kimutatta: teljességgel lehetetlen, hogy több általa bevallott gyilkosságot ő követett volna el. A rangerek ugyan ragaszkodtak nyomozásuk eredményeihez, a Texas állam főügyésze által lefolytatott vizsgálat arra a következtetésre jutott, hogy Lucas a legtöbb esetben konfabulált, hamisan vallott. Halálos ítéletét 1998-ban életfogytig tartó börtönbüntetésre változtatták. Lucas később minden korábbi vallomását visszavonta, egyedül anyja meggyilkolását ismerte el. 2001-ben halt meg szívelégtelenségben.
A Lucas-ügy megtépázta a Texas Rangers hírnevét, rámutatott a nyomozati technikák hiányosságaira és felértékelte a hamis vallomások felismerésének jelentőségét. A nyomozók nem gondoltak arra, hogy az olyan kényelmi börtönszolgáltatások kiharcolása, mint a steakvacsora vagy a televízióhoz való hozzáférés, a súlyos bűncselekmények „beismerésén” keresztül hamis vallomásra ösztönözhetik a Lucashoz hasonló foglyokat, akiknek egyébként sincs már vesztenivalójuk. A nyomozók azt is engedélyezték, hogy Lucas betekintsen az ügy aktáiba, „felfrissítse memóriáját”, így tudhatott olyan tényekről, körülményekről is, amelyeket csak az elkövető ismerhetett. A rendőrség emellett nem rögzítette minden kihallgatását, így nem lehet biztosan tudni, hogy a kihallgatók akár akaratlanul elejtett megjegyzéseikkel mennyi információt szolgáltattak Lucasnak.

## Életútja

### Fiatalkora
Henry Lee Lucas egy egyszobás fakunyhóban született a Virginia állambeli Blacksburgben. Bal szemét tízéves korában elvesztette, miután az a fivérével való verekedés következtében elfertőződött. Egy barátja később úgy jellemezte a gyerek Lucast, mint aki gyakran ijesztően különös viselkedésével hívta fel magára a figyelmet. Apja súlyos alkoholista volt, egyik lábát vasúti balesetben elveszítette, utcai ceruzaárusítással kereste kenyerét. Anyja, Viola prostituált volt, aki rendszeresen verte és megalázta a fiát. Időnként arra kényszerítette, hogy nézze végig, ahogyan ügyfeleivel szexuális aktust létesít, és arra is, hogy nyilvánosan lányruhákat hordjon. Állítólag ezzel szándéka az volt, hogy fiát a későbbiekben férfiaknak és nőknek egyaránt prostituálhassa. Miután Lucas tanárai hivatalosan is panaszt emeltek a fiú öltözködése miatt, bírósági végzés vetett véget az anyai visszaélésnek.
1949 decemberében az alkoholizmussal küzdő apa, Anderson Lucas, miután részegen összeesett a szabad ég alatt, az ezt követően kitörő hóviharban végzetesen kihűlt. Nem sokkal ezt követően Lucas a negyedik osztály után kimaradt az iskolából. Elszökött otthonról, és Virginiában csavargott. Később azt állította, hogy 1951-ben követte el első gyilkosságát, amikor állítólag megfojtotta a 17 éves Laura Burnsley-t, miután az visszautasította szexuális közeledését. Mint a legtöbb vallomását, Lucas később ezt is visszavonta.
1954. június 10-én Lucast a virginiai Richmondban és környékén elkövetett többrendbeli betörés miatt négy év börtönbüntetésre ítélték. 1957-ben megszökött, három nappal később elfogták, majd 1959. szeptember 2-án szabadult.

### Anyagyilkosság
1959 végén Lucas a michigani Tecumseh-ben féltestvéréhez, Opalhoz költözött. Ez idő tájt eljegyezte azt a nőt, akivel bebörtönzése alatt levelezett. Amikor édesanyja karácsonykor meglátogatta őt, ellenezte a házasságot, és ragaszkodott hozzá, hogy fia költözzön vissza Blacksburgba és gondoskodjon róla időskorában. Lucas szembeszegült anyjával, többször összevesztek, mígnem 1960. január 11-én anyja – Lucas későbbi vallomása szerint – seprűnyéllel fejbe vágta, mire ő nyakon szúrta anyját. Lucas ezután elmenekült a helyszínről. Később az esetről így vallott: „Csak arra emlékszem, hogy miután nyakon vágtam, láttam, hogy elesik, és utánakaptam. De a földre került, és amikor fel akartam emelni, rájöttem, hogy meghalt. Aztán vettem csak észre a kezemben a kést és anyámon a vágott sebet.”
Amikor féltestvére, Opal később hazatért, az anyjukat vértócsában találta, de még lélegzett. Hívta ugyan a mentőket, de túl későn érkeztek. A hivatalos rendőrségi jelentés szerint Lucas édesanyja a bántalmazás miatt bekövetkezett szívrohamban halt meg. Lucas ellen elfogatóparancsot adtak ki, és hamarosan Ohióban letartóztatták. Azt állította, hogy önvédelemből ölte meg az anyját, de védekezését elutasították, és Michiganben szándékos emberölésért 40 év börtönbüntetésre ítélték. Miután 10 évet letöltött a börtönben, 1970 júniusában a börtön túlzsúfoltsága miatt kegyelemmel szabadult.

### Csavargás és sodródás
1971-ben Lucast elítélték három iskoláslány ellen irányuló emberrablási kísérletért. Miközben a bűncselekményért kiszabott ötéves büntetését töltötte, levélben felvette a kapcsolatot a család korábbi barátjával, egy egyedülálló anyával. Szabadulása után, 1975-ben összeházasodtak, de két évvel később kilépett a házasságból, miután mostohalánya szexuális bántalmazással vádolta meg őt. Lucas rokontól rokonig csapódott, mígnem egyikük Nyugat-Virginiában munkát szerzett neki. Itt újra kialakított egy intim kapcsolatot, amelynek barátnője családja vetett véget, amikor bántalmazással vádolták meg Lucast.
Lucas összebarátkozott a később sorozatgyilkosságért szintén elítélt Ottis Toole-lal. A floridai Jacksonville-ben telepedett le, Toole szüleinek házában lakott. Közel került barátja kamasz unokahúgához, az enyhén értelmi fogyatékos Frieda „Becky” Powellhez, aki korábban megszökött a fiatalkorúak börtönéből. Ebben az időszakban Lucas rendezettnek mondható életet élt: tetőfedőként dolgozott, a szomszédok autóit javította és ócskavasat gyűjtött.
Becky Powellt a hatóságok egy állami menhelyen helyezték el, miután édesanyja és nagyanyja 1982-ben meghalt. Lucas rávette, hogy szökjön meg vele, és nyakukba vették az országot. Lucas és Powell végül a texasi Montague megyében kötöttek ki, ahol szállást és munkát kaptak egy idős asszonynál, Kate Richnél. A családtagok és a szomszédok azonban hamarosan kitették a pár szűrét, azzal vádolva őket, hogy nem végezték el a munkájukat, és Rich nevében csekkeket állítottak ki a maguk számára. Lucas és a tizenöt éves Powell továbbálltak hát, de kapcsolatban maradtak Kate Richcsel. Átmenetileg a közeli Stoneburg „The House of Prayer” kommunájának pünkösdista lelkésze fogadta be őket a kommuna egy kisebb lakásában. Részt vettek az istentiszteleteken, Lucas pedig tetőfedőként is munkát kapott.

### Letartóztatása és az első gyilkosságok beismerése
A Montague megyei rendőrségen 1982 őszén bejelentést tettek az idős asszony, Kate Rich eltűnéséről. A családtagok Lucast gyanúsították. A nyomozás nem vezetett eredményre, Lucas ismeretlen helyen tartózkodott, és Kate Rich holttestét sem találták meg. Tudomásukra jutott azonban, hogy Lucas barátnője, Becky Powell is eltűnt. Egy hónap elteltével Lucas ismét felbukkant a stoneburgi kommunában. A nyomozóknak a két eltűnési ügy kapcsán nem voltak Lucas ellen bizonyítékai, de egy érvényben lévő michigani körözés miatt végül 1983. június 11-én letartóztatták.
A Lucast letartóztató Phil Ryan dentoni ranger megkezdte a kihallgatást, de eleinte nem sikerült vallomást kicsikarnia a férfiból. Az áttörést éppen a kihallgatások felfüggesztése hozta el: Lucas egy nap írásos vallomást adott át őreinek, amelyben beismerte Kate Rich meggyilkolását. Vallomása szerint 1982. szeptember 16-án mellkason szúrta az idős nőt, közösült a holttestével, végül feldarabolta és elégette áldozatát. Ryannek és csapatának megmutatta a gyilkosság helyszínét, ahol Richhez tartozó ruhadarabokat és a nő törött szemüvegét, a férfi kályhájában pedig csontmaradványokat találtak. Ezt követően barátnője meggyilkolását is beismerte, akit 1982. augusztus 24-én szintén feldarabolt és testrészeit különböző helyeken ásta el; valamennyi helyszínt megmutatta a nyomozóknak. Lucas vallomása szerint veszekedésre került sor közte és barátnője között, amelynek során Becky Powell pofon ütötte, ezért leszúrta őt, majd az ő holttestével is közösült. Elmondása szerint három héttel később éppen azzal csalta Kate Richet egy elhagyatottabb területre, hogy segítsen neki Becky Powell felkutatásában. Jóllehet a törvényszéki bizonyítékok nem voltak meggyőzőek, és a halottkém nem tudta egyik áldozatot sem egyértelműen azonosítani, Lucas pedig évekkel később tagadta mindkét gyilkosságot, az általános vélekedés szerint ő gyilkolta meg Powellt és Richet.

### Vallomásai
1983. június 21-én került sor a vádirat ismertetésére a Kate Rich-gyilkosság kapcsán, és a nyílt bírósági ülésen Lucas mindenki meglepetésére azt kérdezte a bírótól, hogy mi lesz azzal a több mint száz nővel, akiket szintén meggyilkolt. Később a kihallgatások során megerősítette, hogy a letartóztatását megelőző nyolc évben szerte az országban több mint száz nő életét vette el. Országos médiaszenzáció lett az esetből, nyomozati szervek vették fel a kapcsolatot a Montague és Denton megyei rendőrségekkel, hogy lezáratlan gyilkossági ügyeikre megoldást találjanak.
Miután Becky Powell meggyilkolásáért a dentoni bíróság életfogytiglani büntetésre ítélte, 1983 novemberében Jim Boutwell seriff kezdeményezésére Lucast átszállították a texasi Williamson megye börtönébe, Georgetownba. Boutwell egy Dallas és Austin között végrehajtott gyilkosságsorozat ügyében nyomozott, addig eredménytelenül. A bűnüldöző szervek munkatársainak Lucas számos további megoldatlan gyilkosságot ismert be, vallomásai alapján 28 esetet zártak le. Ezért Boutwell kérésére James B. Adams, a Texasi Közbiztonsági Minisztérium (DPS) vezetője létrehozta a Lucas-munkacsoportot (Lucas Task Force), amelynek célja a Lucas-gyilkosságok felderítésének koordinálása volt. Az ország minden részéből itt, Georgetownban fogadták a megoldatlan gyilkossági esetekben nyomozó tiszteket, hogy kihallgathassák Lucast. A munkacsoport vezetésével Bob Prince texasi ranger őrmestert bízták meg.

### Szavahihetőségének megkérdőjelezése
Lucas szinte készséggel vállalta magára addig megoldatlan emberölési ügyek százait. Elhíresült 1983-as mondatával jellemezték vélelmezett kegyetlenségét: „Minden módon gyilkoltam, kivéve a mérgezést” (angolul: „I’ve killed them in every way there is, except poisons”). Kezdetben 100 nő meggyilkolását ismerte el, később a megelőző nyolc év áldozatainak számát csakhamar 150-re, 200-ra, majd 360-ra taksálta. Ahogy elismert bűncselekményeinek száma addig sosem látott, elképzelhetetlen méreteket kezdett ölteni, fokozatosan felmerült a gyanú szavahihetősége kapcsán. Hogyan lehetséges, hogy több száz emberölés helyszíne közül egyetlenegyen sem találtak Lucasra utaló nyomokat? Ha Lucas bűnössége sem közvetlen, sem közvetett módon nem bizonyítható, lehetséges, hogy tényleges gyilkosok százai az ügyeik lezárásával továbbra is szabadlábon vannak?
Ezekben a gyilkosságokban a Lucas tényleges bűnrészességének megállapítására tett későbbi kísérleteket megnehezítette, hogy kiderült, annak idején hozzáfért az általa beismert ügyek aktáihoz, az azokban szereplő információkhoz. A kihallgatási felvételekből kiderült, hogy Lucas jól reagált a nyomozótisztek akaratlan megnyilvánulásaira, vallomásait abba az irányba terelte, hogy azok a bűnüldöző szervek elvárásaival és az általuk ismert tényekkel egyaránt összhangban legyenek. A Lucas-munkacsoportot ért legsúlyosabb vád az volt, hogy Lucas az engedélyükkel elolvashatta a megoldatlan bűncselekmények ügyiratait, ami lehetővé tette számára, hogy meggyőzően részletes vallomásokkal álljon elő, és gyakorlatilag lehetetlenné tette annak megállapítását, hogy a gyilkosságokról saját emlékeit vagy az aktákban olvasottakat adta-e elő. Emellett Lucas veszélyes sorozatgyilkosok esetében szokatlanul kedvezményes bánásmódban részesült. Gyakran vitték éttermekbe és kávézókba, ritkán bilincselték meg, engedték, hogy rendőrőrsökön és börtönökben szabadon járkáljon, és még a biztonsági ajtók kódjait is ismerte.
Más esetekben vallomásai már eleve gyanút keltően bizonytalanok voltak. Ugyancsak 1983-ban Lucas például azt állította, hogy Minnesotában, az Interstate 90-es autópálya mellett ő ölte meg a később Michelle Busha néven azonosított fiatal nőt. Kihallgatásakor azonban ellentmondásokba zavarodott a gyilkosság részleteit illetően, ezért kizárták a gyanúsítottak köréből. Egy évvel később, 1984-ben beismerte az akkor még azonosítatlan, 1979. november 10-én a New York állambeli Caledonia mellett talált fiatal lány agyonlövését, a nyomozók azonban nem találtak elegendő bizonyítékot vallomásának alátámasztására. Feltételezhető az is, hogy hamisan ismerte be Carol Cole 1980-as louisianai megölését.
Lucas szavahihetősége megkérdőjeleződött, ennek ellenére abban a több mint 3000 gyilkossági ügyben, amelyben gyanúsítottként szerepelt, a munkacsoport 213 esetben Lucast azonosította elkövetőként. Később Lucas is több esetben tagadta bűnösségét, egy levelében pedig határozottan kijelentette, hogy nem sorozatgyilkos.
A nyomozati szervek mellett természetesen az újságírók érdeklődését is felkeltette az eset. Hugh Aynesworth oknyomozó újságíró akkor már évek óta sorozatgyilkosokat interjúztatott, könyvet írt Ted Bundyról, így Boutwell serifftől engedélyt kért, hogy Lucasszal is beszélgethessen. Aynesworth és kollégái utánajártak, mi lehet Lucas vallomásainak a valóságtartalma. A The Dallas Times Heraldban 1985 áprilisától megjelent cikksorozatban egyebek mellett kiszámították, hogy Lucasnak 13 éves Fordjával egy hónap alatt 17 700 kilométert kellett volna megtennie, hogy elkövesse a beismert és a rendőrség által neki tulajdonított bűncselekményeket. Miután a leleplezések megjelentek és felfedték a Lucas-munkacsoport hibás módszereit, a bűnüldöző szervek véleménye Lucas bűnösségét és a gyilkossági ügyek lezárását illetően fordulatot vett.
Megszületett a Lucas-jelentés, amely nagyrészt Lucas állítólagos gyilkosságainak részletes időrendjét mutatta be. A jelentés összehasonlította állításait a korabeli hollétére vonatkozó megbízható, ellenőrizhető forrásokkal. Az eredmények gyakran ellentmondtak a vallomásainak, így kétségbe vonták a legtöbb általa bevallott bűncselekményben való részvételét. Jim Mattox texasi főügyész megállapította, hogy „amikor Lucas több száz gyilkosságot vallott be, a Lucas felügyeletét ellátó személyek semmit sem tettek annak érdekében, hogy véget vessenek ennek a szemfényvesztésnek […] olyan információk jutottak tudomásunkra, amelyek arra engednek következtetni, hogy egyes tisztviselők csak azért »tisztázták az ügyeket«, hogy azok kikerüljenek a megoldatlan ügyek nyilvántartásából.”

### Elítélése és büntetésének mérséklése
Lucast végül tizenegy rendbeli emberölésben találták bűnösnek, amelyek közül az akkor még azonosítatlan Debra Jackson 1979-es megöléséért 1984-ben halálbüntetést róttak ki rá, annak ellenére, hogy bár a nő holttestét a texasi Williamson megyében találták meg, Lucas a munkahelyi nyilvántartása szerint aznap 1800 kilométerrel távolabb, a floridai Jacksonville-ben tartózkodott. Az ügyvédi munkacsoport úgy vélte, hogy Lucas ragaszkodása a bűnösségéhez egyfajta „jogi öngyilkosság” (legal suicide), célja a halálbüntetés elérése: a kiskorú élettársa, Frieda „Becky” Powell meggyilkolása miatt érzett lelkiismeret-furdalás készteti az önveszélyes beismerésekre. A jogi úton elért öngyilkosság hipotézisét riporteri kérdésre Lucas is elismerte.
Miután később bizonyítottá vált, hogy beismerő vallomásában az elkövetés részleteit Lucas a számára átadott aktákból ismerte, halálos ítéletét 1998-ban George W. Bush texasi kormányzó életfogytiglani börtönbüntetésre mérsékelte.

### Halála
Lucas 64 éves korában, 2001. március 12-én 23:00 órakor halt meg börtönében, szívelégtelenség következtében. A texasi Huntsville Captain Joe Byrd temetőjében temették el, sírja a korábbi vandalizmusok megszüntetése érdekében 2012 óta jelöletlen.

## Megítélése
A vallomásaival szemben felmerült kétségek ellenére Lucas a mai napig az Amerikai Egyesült Államok legtöbb áldozatot szedő sorozatgyilkosaként él a köztudatban. Többen vélik úgy, hogy Lucas az ellentmondások dacára nagyszámú ember haláláért felelős. Eric W. Hickey kriminológus egy meg nem nevezett „nyomozót” idéz, aki interjúkat készített Lucasszal, és arra a következtetésre jutott, hogy valószínűleg körülbelül 40 embert ölt meg. Az ehhez hasonló állítások pontos körülményei és forrásai azonban homályban maradtak, kevésbé hitelt érdemlőek, ezért az érintett rendőri szervek sem hajlandóak megerősíteni őket. Egy tapasztalt texasi ranger, aki részt vett a Lucas-munkacsoport nyomozásában, azt mondta, hogy bár nyilvánvaló volt számára, hogy Lucas gyakran hazudik, volt eset, amikor kétségtelen tanúbizonyságot tett a bűnösségéről. Más rangerek is hasonló tapasztalatokról számoltak be. Utóbb DNS-bizonyítékok elemzésével igazolták, hogy Lucas nem lehetett a gyilkosa az általa beismert gyilkosságok közül húsz áldozatnak.
Lucaséhoz hasonló eset ismert Svédországból: Sture Bergwall harminc gyilkosságot ismert be, ebből 1994 és 2001 között nyolc esetben el is ítélték. 2008-ban azonban vallomásait visszavonta, ügyeit újravizsgálták és valamennyi esetben ártatlannak ítélték, 2013 júliusában szabadon engedték.

## Könyvek és filmek
A Lucas-ügyről több könyv jelent meg, emellett dramatizált játékfilmek is készültek elsősorban a vallomásait rögzítő hanganyagok alapján: Confessions of a Serial Killer (’Egy sorozatgyilkos vallomásai’, 1985); Henry: Portrait of a Serial Killer (’Henry: Egy sorozatgyilkos portréja’, 1986), Henry: Portrait of a Serial Killer, Part II (’Henry: Egy sorozatgyilkos portréja, II. rész’, 1996), Drifter: Henry Lee Lucas (’A csavargó: Henry Lee Lucas’, 2009). 1995-ben két dokumentumfilm is feldolgozta Lucas történetét: The Serial Killers (’A sorozatgyilkosok’) and Henry Lee Lucas: The Confession Killer (’Henry Lee Lucas, a gyónó gyilkos’). 2019-ben a Netflix ötrészes dokumentumfilmet mutatott be The Confession Killer (magyar forgalmazásban Én mindent beismerek) című filmet adta ki, amely a nyomozás távlati következményeire összpontosít.

## Fordítás
Ez a szócikk részben vagy egészben  a   Henry Lee Lucas című angol Wikipédia-szócikk ezen változatának fordításán alapul.  Az eredeti cikk szerkesztőit annak laptörténete sorolja fel. Ez a jelzés csupán a megfogalmazás eredetét és a szerzői jogokat jelzi, nem szolgál a cikkben szereplő információk forrásmegjelöléseként.